# Tertry
Tertry är en kommun i departementet Somme i regionen Hauts-de-France i norra Frankrike. Kommunen ligger i kantonen Ham som tillhör arrondissementet Péronne. År 2022 hade Tertry 143 invånare.

## Befolkningsutveckling
Antalet invånare i kommunen Tertry
| Referens: INSEE |